# Heerlijkheid Guttenberg
Guttenberg was een tot de Boven-Rijnse Kreits behorende heerlijkheid binnen het Heilige Roomse Rijk.
In de twaalfde eeuw werd bij Minfeld de rijksburcht Guttenberg gebouwd. In 1317 werd de graaf van Leiningen met de burcht beleend. Omstreeks 1330 werd het eigendom van de burcht en de heerlijkheid verpand door keizer Lodewijk de Beier aan het keurvorstendom Palts. Nadat het pand in 1378 was ingelost, kwam de heerlijkheid in 1379 in gemeenschappelijk bezit van Leiningen en Keur-Palts. Bij de verdeling van de Palts in 1410 kwam het aandeel aan Guttenberg aan de nieuw gevormde tak Palts-Zweibrücken.Het aandeel van Leiningen werd toebedeeld aan verschillende takken van de dynastie totdat de graaf in 1463 gedwongen werd zijn aandeel af te staan aan de heerlijkheid Lichtenberg. Enkele dagen later verkocht Lichtenberg het aandeel aan Keur-Palts en Palts-Zweibrücken. Keur-Palts en Palts-Zweibrücken kwamen vervolgens overeen om de eigendomsrechten te delen in de verhouding 1: 1. Nadat de burcht in 1525 was verwoest werd de bestuurszetel verplaatst naar Dörrenbach en nog weer later naar Minfeld.
Nadat de keurvorstelijke tak van de Palts in 1559 was uitgestorven, kwam dat aandeel aan Palts-Zweibrücken en Palts-Veldenz. In 1566 kwamen deze twee takken tot een overeenstemming: het voormalige keurvorstelijke aandeel kwam aan Palts-Veldenz, zodat de verdeling weer 1 : 1 was.  Palts-Zweibrücken verpandde zijn aandeel in 1665 aan Palts-Kleeburg. Omdat Palts-Kleeburg in 1681 Zweibrücken erfde, kwam dat aandeel weer terug bij Zweibrücken. Een nieuwe erfkwestie ontstond na het uitsterven van Palts-Veldenz in 1694. Er ontstond weer een erfstrijd tussen de verschillende linies van het Huis Palts. Inmiddels was de soevereiniteit over de heerlijkheid van het Heilige Roomse Rijk overgegaan op Frankrijk. In 1680 annexeerde Frankrijk in het kader van de reunions-politiek het deel van Zweibrücken en in 1694 het deel van Veldenz. 
In 1714 werd het deel van Veldenz verdeeld tussen Palts-Sulzbach en Palts-Birkenfeld, die dus ieder toen een kwart van de heerlijkheid bezaten. 
In 1733 kwam er een eind aan het gemeenschappelijk bezit: in het kader van een gebiedsruil kwam de hele heerlijkheid in het bezit van Palts-Zweibrücken. Nadat Keur-Palts bij een nieuwe gebiedsruil in 1768 de ambten Seltz en Hagenbach had afgestaan, werden deze nieuwe gebieden administratief bij Guttenberg gevoegd en werd er een Oberamt Guttenberg gevormd.

## Gebied
- Obere Gemeinschaft: Guttenberg, Oberotterbach, Dörrenbach, Rechtenbach, Mundorf, Harwerden en Münchweiler
- Unter Gemeinschaft: Minfeld, Kandel, Höfen, Minderslachen, Freckenfeld, Vollmersweiler en Niederotterbach.